# Heeney

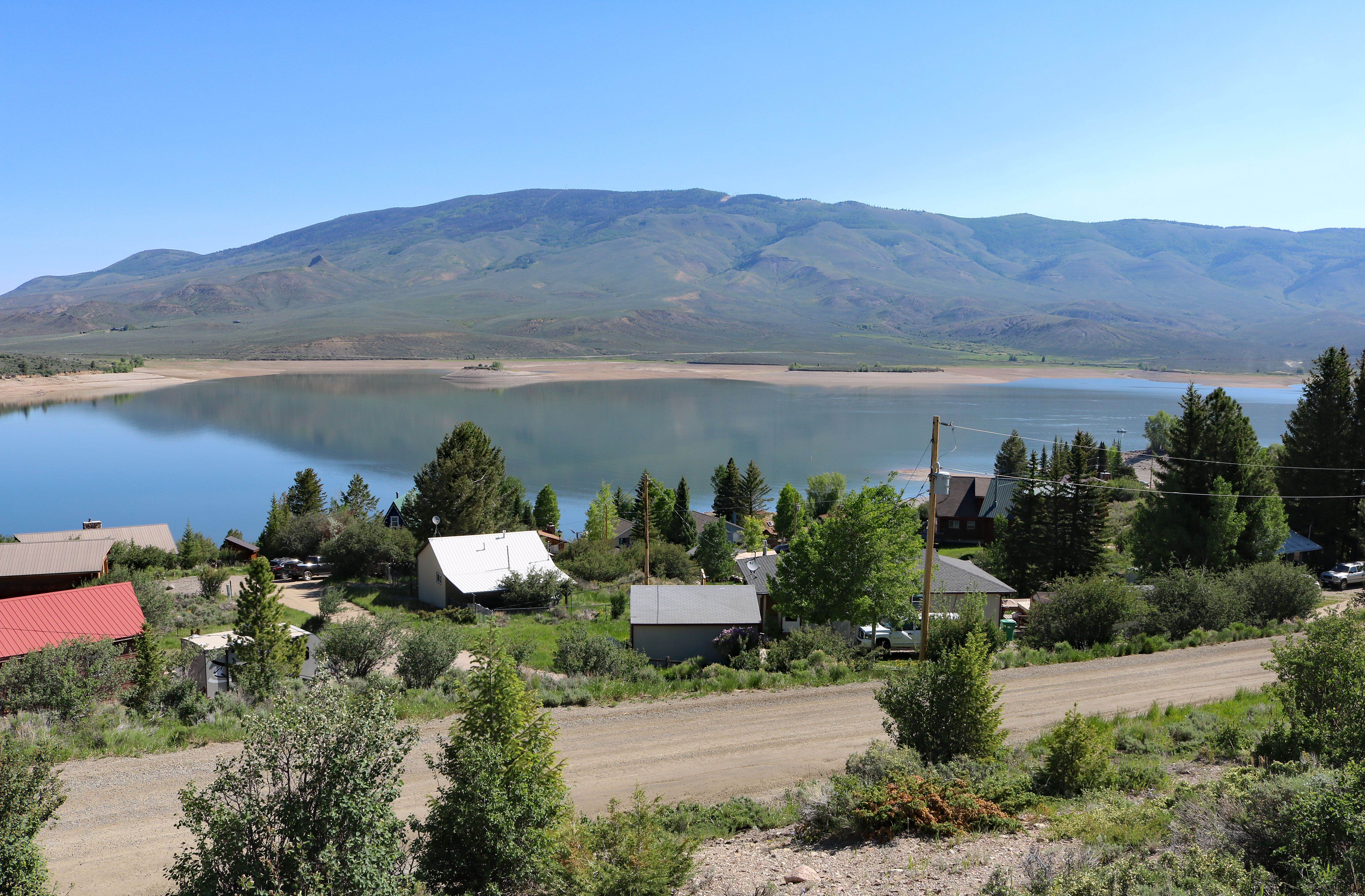
Heeney w stanie Kolorado

Heeney – jednostka osadnicza w Stanach Zjednoczonych, w stanie Kolorado, w hrabstwie Summit.